# Jû-Belloc
Jû-Belloc is een gemeente in het Franse departement Gers (regio Occitanie) en telt 319 inwoners (2004). De plaats maakt deel uit van het arrondissement Mirande.

## Geografie
De oppervlakte van Jû-Belloc bedraagt 10,1 km², de bevolkingsdichtheid is 31,6 inwoners per km².

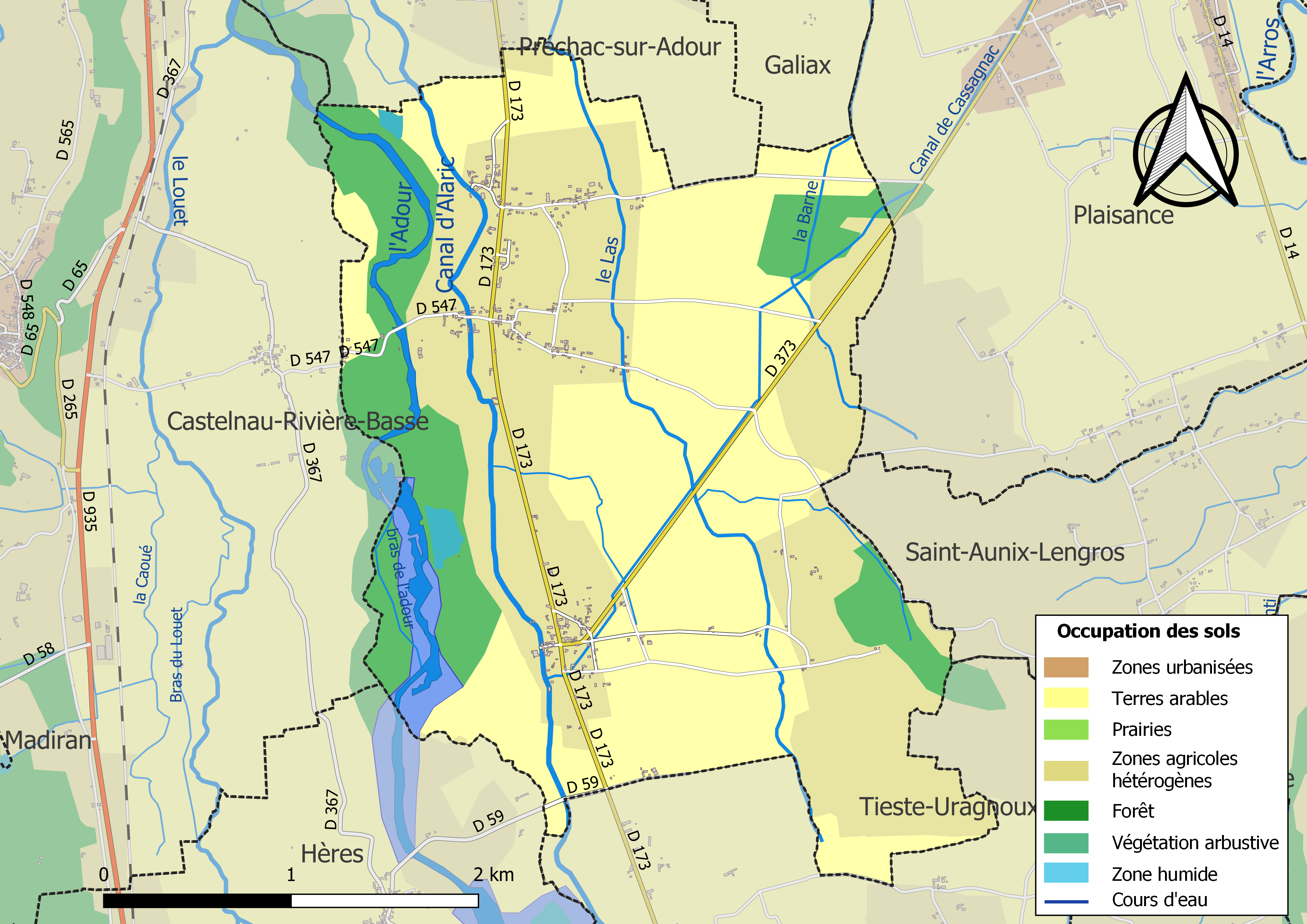
Kaart van de gemeente met belangrijkste infrastructuur, bodemgebruik en omliggende gemeenten

## Demografie
Onderstaande figuur toont het verloop van het inwonertal (bron: INSEE-tellingen).

1. ↑  Populations de référence 2022.